# Schi acrobatic la Jocurile Olimpice de iarnă din 2018 - schi slopestyle (feminin)
Proba de schi acrobatic, schi slopestyle  feminin de la Jocurile Olimpice de iarnă din 2018 de la Pyeongchang, Coreea de Sud a avut loc pe 17 februarie 2018 la Pheonix Snow Park.

## Program
Orele sunt orele Coreei de Sud (ora României + 7 ore).
| Dată         | Ora         | Rundă      |
| ------------ | ----------- | ---------- |
| 17 februarie | 10:00–11:40 | Calificări |
| 17 februarie | 13:00–14:35 | Finală     |

## Calificări
C — calificată pentru finală
Proba va avea loc pe 17 februarie și va începe la ora 10:00.
| Loc | Ordinea de start | Număr de concurs | Nume                       | Țară                         | Cursa 1 | Cursa 2 | Cel mai bun rezultat | Note |
| --- | ---------------- | ---------------- | -------------------------- | ---------------------------- | ------- | ------- | -------------------- | ---- |
| 1   | 22               | 17               | Emma Dahlström             | Suedia                       | 91,40   | 57,60   | 91,40                | C    |
| 2   | 2                | 2                | Tiril Sjåstad Christiansen | Norvegia                     | 55,80   | 89,00   | 89,00                | C    |
| 3   | 15               | 3                | Johanne Killi              | Norvegia                     | 87,80   | 64,20   | 87,80                | C    |
| 4   | 14               | 12               | Isabel Atkin               | Marea Britanie               | 13,20   | 86,80   | 86,80                | C    |
| 5   | 23               | 23               | Mathilde Gremaud           | Elveția                      | 85,40   | 71,60   | 85,40                | C    |
| 6   | 18               | 18               | Devin Logan                | Statele Unite ale Americii   | 84,80   | 37,60   | 84,80                | C    |
| 7   | 1                | 10               | Sarah Höfflin              | Elveția                      | 83,00   | 21,20   | 83,00                | C    |
| 8   | 13               | 5                | Anastasia Tatalina         | Sportivii Olimpici ai Rusiei | 27,40   | 81,00   | 81,00                | C    |
| 9   | 4                | 15               | Yuki Tsubota               | Canada                       | 65,40   | 78,20   | 78,20                | C    |
| 10  | 16               | 8                | Katie Summerhayes          | Marea Britanie               | 75,80   | 77,60   | 77,60                | C    |
| 11  | 12               | 1                | Jennie-Lee Burmansson      | Suedia                       | 17,40   | 77,00   | 77,00                | C    |
| 12  | 7                | 7                | Maggie Voisin              | Statele Unite ale Americii   | 72,80   | 73,00   | 73,00                | C    |
| 13  | 21               | 22               | Lee Mee-hyun               | Coreea de Sud                | 46,80   | 72,80   | 72,80                |      |
| 14  | 9                | 9                | Lana Prusakova             | Sportivii Olimpici ai Rusiei | 42,20   | 70,60   | 70,60                |      |
| 15  | 8                | 6                | Tess Ledeux                | Franța                       | 69,40   | 28,40   | 69,40                |      |
| 16  | 11               | 14               | Darian Stevens             | Statele Unite ale Americii   | 8,20    | 64,00   | 64,00                |      |
| 17  | 17               | 20               | Lara Wolf                  | Austria                      | 10,20   | 66,40   | 66,40                |      |
| 18  | 6                | 11               | Kea Kühnel                 | Germania                     | 19,40   | 59,60   | 59,60                |      |
| 19  | 20               | 21               | Lou Barin                  | Franța                       | 50,60   | 38,40   | 50,60                |      |
| 20  | 5                | 13               | Dominique Ohaco            | Chile                        | 16,00   | 38,60   | 38,60                |      |
| 21  | 19               | 19               | Dara Howell                | Canada                       | 12,80   | 32,00   | 32,00                |      |
| 22  | 3                | 16               | Kim Lamarre                | Canada                       | 22,80   | 23,60   | 23,60                |      |
| 23  | 10               | 4                | Caroline Claire            | Statele Unite ale Americii   | 20,00   | 16,40   | 20,00                |      |

## Finala
Proba a avea loc pe 17 februarie și va începe la ora 13:56.
| Loc | Ordinea de start | Număr de concurs | Nume                       | Țară                         | Cursa 1 | Cursa 2 | Cursa 3 | Cel mai bun rezultat | Note |
| --- | ---------------- | ---------------- | -------------------------- | ---------------------------- | ------- | ------- | ------- | -------------------- | ---- |
| 1   | 6                | 10               | Sarah Höfflin              | Elveția                      | 83,80   | 27,80   | 91,20   | 91,20                |      |
| 2   | 8                | 23               | Mathilde Gremaud           | Elveția                      | 88,00   | 29,40   | 29,40   | 88,00                |      |
| 3   | 9                | 12               | Isabel Atkin               | Marea Britanie               | 68,40   | 79,40   | 84,60   | 84,60                |      |
| 4   | 1                | 7                | Maggie Voisin              | Statele Unite ale Americii   | 26,40   | 37,60   | 81,20   | 81,20                |      |
| 5   | 10               | 3                | Johanne Killi              | Norvegia                     | 10,20   | 76,80   | 54,40   | 76,80                |      |
| 6   | 4                | 15               | Yuki Tsubota               | Canada                       | 74,40   | 26,40   | 40,40   | 74,40                |      |
| 7   | 3                | 8                | Katie Summerhayes          | Marea Britanie               | 61,40   | 71,40   | 23,20   | 71,40                |      |
| 8   | 2                | 1                | Jennie-Lee Burmansson      | Suedia                       | 42,00   | 65,00   | 24,40   | 65,00                |      |
| 9   | 11               | 2                | Tiril Sjåstad Christiansen | Norvegia                     | 5,20    | 24,00   | 60,40   | 60,40                |      |
| 10  | 7                | 18               | Devin Logan                | Statele Unite ale Americii   | 22,60   | 56,80   | 10,60   | 56,80                |      |
| 11  | 12               | 17               | Emma Dahlström             | Suedia                       | 16,60   | 52,40   | 15,40   | 52,40                |      |
| 12  | 5                | 5                | Anastasia Tatalina         | Sportivii Olimpici ai Rusiei | 29,40   | 51,20   | 13,00   | 51,20                |      |